# Stanisław Adam Stadnicki
Stanisław Adam Stadnicki (ur. 7 grudnia 1878 w Krysowicach, zm. 1952) – hrabia, poseł do Sejmu Krajowego Galicji X kadencji, ostatni właściciel Krysowic.
Był jedynym dzieckiem Stanisława Jana Kantego Stadnickiego i jego żony Otylii Marii Borkowskiej (1857-1930). W latach 1896–1900 studiował prawo na Uniwersytecie Jagiellońskim. Od  1914 członkiem Rady Powiatowej w Mościskach, w 1913 został wybrany z IV kurii z okręgu Mościska posłem na Sejm Krajowy Galicji X kadencji. Przez wiele lat związany z Heleną Łazarewicz aktorką Teatru Miejskiego w Krakowie, ożenił się z nią w 1914, kiedy przestała występować jako aktorka. Po śmierci ojca w 1915 objął w spadku rodzinny majątek wraz z Krysowicami, zniszczonymi wskutek działań pierwszej wojny światowej, gdy kwaterowała tam naczelna komenda wojsk rosyjskich oblegających Przemyśl; przepadły wówczas cenne zbiory sztuki, biblioteka oraz wyposażenie wnętrz pałacowych. Był współzałożycielem i działaczem Towarzystwa Teatrów Stołecznych w Warszawie w latach 1919-1922. Wspierał Towarzystwo Szkół Ludowych i działalność kulturalną Związku Strzeleckiego.